# Mistrovství světa v atletice 2011 – Muži 100 metrů
 Běh na 100 metrů mužů na Mistrovství světa v atletice 2011 se uskutečnil 27. a 28. srpna. Ve finálovém běhu zvítězil reprezentant Jamajky Yohan Blake. Obhájce zlata z minulého MS Usain Bolt byl ve finále diskvalifikován za předčasný start.

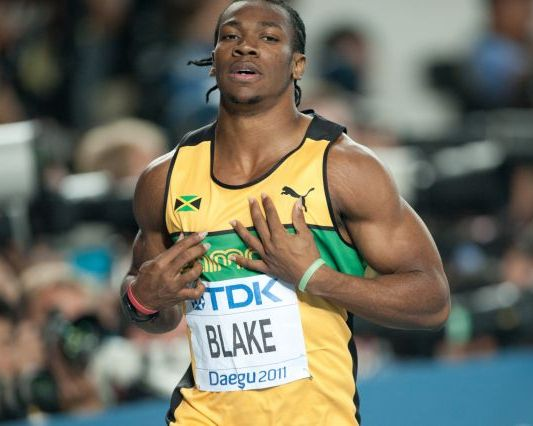
Yohan Blake

## Výsledky finálového běhu
| *                | jméno               | země                  | čas   |
| ---------------- | ------------------- | --------------------- | ----- |
| Zlatá medaile    | Yohan Blake         | Jamajka               | 9,92  |
| Stříbrná medaile | Walter Dix          | USA                   | 10,08 |
| Bronzová medaile | Kim Collins         | Svatý Kryštof a Nevis | 10,09 |
| 4                | Christophe Lemaitre | Francie               | 10,19 |
| 5                | Daniel Bailey       | Antigua a Barbuda     | 10,26 |
| 6                | Jimmy Vicaut        | Francie               | 10,27 |
| 7                | Nesta Carter        | Jamajka               | 10,95 |
| 8                | Usain Bolt          | Jamajka               | DQ    |